# Taghring

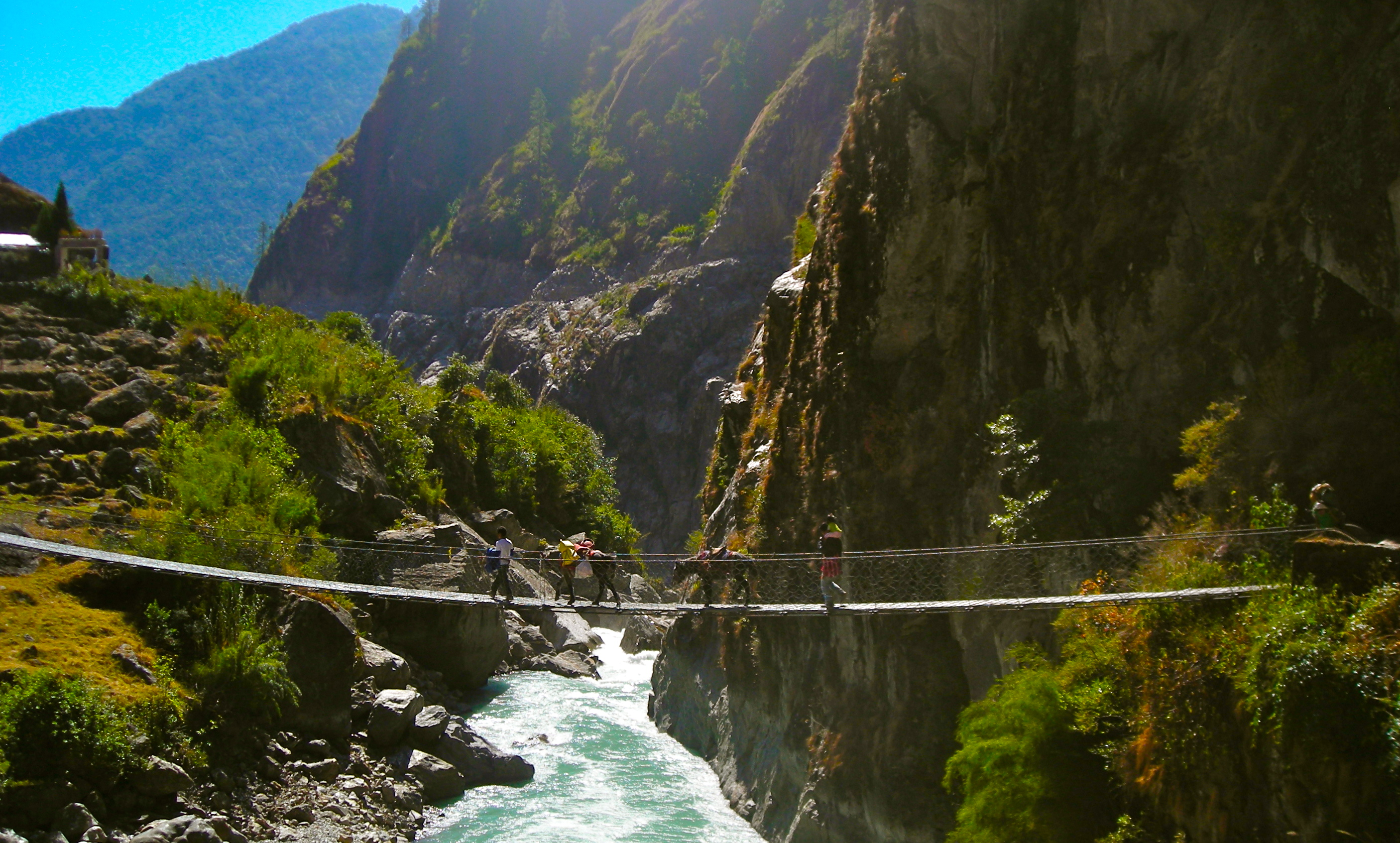
Marsyangdi bei Jagat

Taghring (Nepali टाङरिङ) ist ein Village Development Committee (VDC) im Distrikt Lamjung der Verwaltungszone Gandaki in Zentral-Nepal.
Taghring liegt auf der westlichen Seite des Marsyangdi-Tals. Hauptort ist Jagat am rechten Flussufer des Marsyangdi. Er bildet das Eingangstor zum Manangtal und liegt an den Trekkingrouten des Annapurna-Rundwegs sowie des Manaslu-Rundwegs.

## Einwohner
Das VDC Taghring hatte bei der Volkszählung 2011 2318 Einwohner (davon 1113 männlich) in 521 Haushalten.

## Dörfer und Weiler
Taghring besteht aus mehreren Dörfern und Weilern. 
Die wichtigsten sind:
- Arkhale (1140 m ⊙)
- Chamje (1510 m ⊙)
- Jagat (1300 m ⊙)
- Syange (1100 m ⊙)